# Tumacacori-Carmen

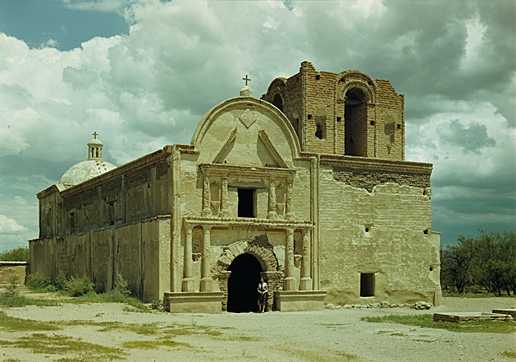

Tumacacori-Carmen é uma Região censo-designada localizada no estado americano de Arizona, no Condado de Santa Cruz.

## Demografia
Segundo o censo americano de 2000, a sua população era de 569 habitantes.

## Geografia
De acordo com o United States Census Bureau tem uma área de
16,1 km², dos quais 16,1 km² cobertos por terra e 0,0 km² cobertos por água.

## Localidades na vizinhança
O diagrama seguinte representa as localidades num raio de 16 km ao redor de Tumacacori-Carmen.